# Sân bay Kluczewo

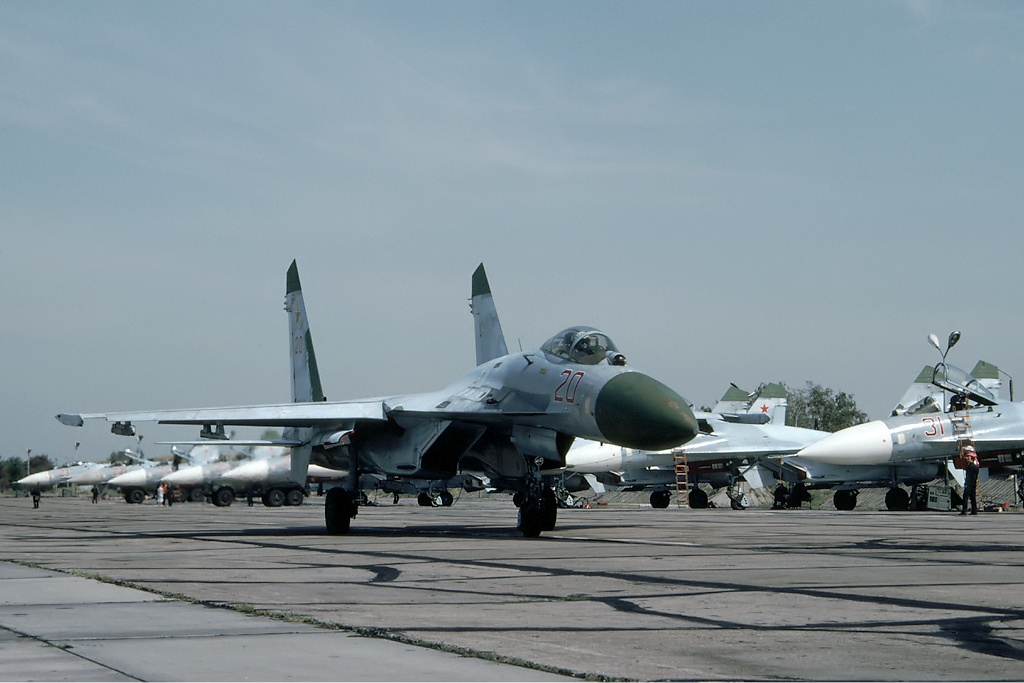
Máy bay quân sự Sukhoi Su-27 (Su-27S) cất cánh rời khỏi sân bay Kluczewo

Sân bay Kluczewo là một căn cứ không quân cũ của Liên Xô nằm ở Kluczewo, ngoại ô Stargard Szczeciński ở Ba Lan. Đường băng bê tông của nó có kích thước 2500 x 60 m, nhưng nó bị đóng cửa đối với không lưu.
Căn cứ ban đầu được Luftwaffe xây dựng vào năm 1935 và được sử dụng làm Fliegerhorst Klützow cho đến đầu năm 1945 khi nó bị Hồng quân tràn vào. Các đơn vị không quân Liên Xô đã đóng ở đó từ năm 1948 đến 1992. Trong những năm qua, căn cứ được mở rộng, và một số nhà chờ máy bay được xây dựng. Một thị trấn quân sự nhỏ là nơi ở của các phi công và gia đình của họ được xây dựng gần đó. Sư đoàn hàng không chiến đấu số 239 có trụ sở tại căn cứ từ năm 1945 đến năm 1992. Đơn vị bay cuối cùng đóng quân ở đó là Trung đoàn hàng không chiến đấu cơ vệ binh 'Novorossiysk' thứ 159 điều khiển Flankers Su-27. Sau khi lực lượng Liên Xô rời đi, căn cứ bị bỏ hoang, và đã sụp đổ. Năm 1993, sân bay cùng với Kluczewo đã được đưa vào giới hạn thành phố của Stargard Szczeciński. Trong những năm tiếp theo, đường băng được sử dụng cho các chương trình tự động theo thời gian.
Gần đây Bridgestone đã công bố kế hoạch xây dựng một nhà máy lốp xe lớn gần địa điểm này. Việc xây dựng bắt đầu vào tháng 6 năm 2007, nhưng đường băng sẽ được bảo tồn để sử dụng trong tương lai.
Trong tháng 7 năm 2007 nhà nghiên cứu người Ba Lan từ Viện Kỹ thuật Môi trường  tại Đại học Công nghệCzęstochowa   đã tiến hành thí nghiệm vi khuẩn như gia tăng kép và kích thích kép từ quá trình phân hủy sinh học để thu được dầu hydrocarbon và giảm ô nhiễm đất của địa điểm này. 